# Trypanosomen

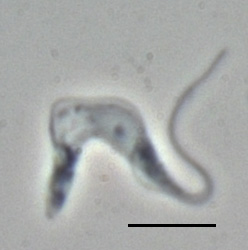
T. brucei brucei. Phasenkontrastaufnahme, Balken 10 µm.

Trypanosomen (Trypanosoma, griech. τρύπανον (trypanon) = der Bohrer und σῶμα (soma) = Körper, Leib, also Bohrkörper, der Form eines Bohrers ähnliche Zellkörper) sind eine Gattung von einzelligen geißeltragenden Flagellaten, die als Parasiten in verschiedensten Wirbeltieren, von Fischen bis zu Säugetieren vorkommen und meist von Insekten übertragen werden.
Die Einzeller sind in der Lage sich frei im Blutkreislauf des Wirtes zu bewegen.
Die meisten Arten sind harmlos. Dennoch können Infektionen mit Trypanosomen (bezeichnet als Trypanosomiasis) für Menschen und Rinder tödlich sein: Unterarten von Trypanosoma brucei sind die Krankheitserreger der afrikanischen Schlafkrankheit und Trypanosoma cruzi ist der Erreger der Chagas-Krankheit. Außerdem haben Trypanosomeninfektionen bei verschiedenen Nutztieren in tropischen und subtropischen Ländern eine große wirtschaftliche Bedeutung; wichtige durch Trypanosomen ausgelöste Tierseuchen sind die Nagana und die Surra.

## Entdeckung und Beschreibung
Der erste Vertreter der Gattung wurde 1843 vom ungarischen Arzt David Gruby (1810–1898) beschrieben, der Trypanosoma sanguinis im Blut eines Frosches beobachtete. Der Gattungsname Trypanosoma setzt sich aus dem griechischen Wort tryp- (durchbohren, durchlöchern) und dem Substantiv soma. (Körper) zusammen und bezieht sich auf die einem Bohrer oder Korkenzieher ähnliche, länglich gewundene Form der Zellen und ihre Art der Fortbewegung.
Nachdem die Trypanosomen einige Jahrzehnte lang als harmlose Parasiten angesehen wurden, gelang es 1880 dem britischen Tierarzt Griffith H. Evans (1835–1935), Trypanosomen als Verursacher der Surra zu identifizieren, bald gefolgt von der Entdeckung des Erregers der Nagana durch David Bruce. Die humanpathogenen Parasiten wurden erst zu Beginn des 20. Jahrhunderts beschrieben.

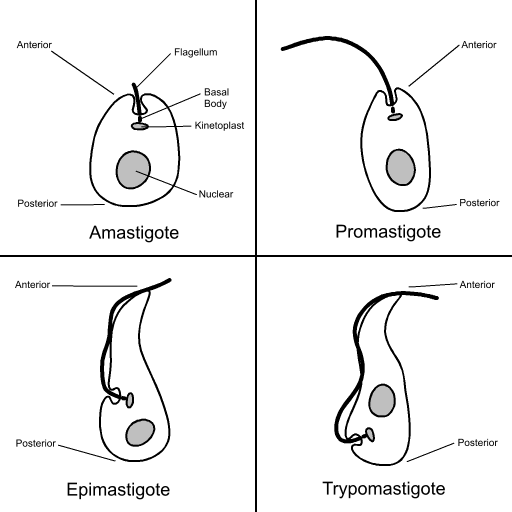
Zellformen von Trypanosomen

Die meist schlanken Zellen können je nach Art bis zu 80 µm lang sein, die Fische infizierenden Parasiten sind dabei besonders groß. Bei den wichtigen Krankheitserregern unter den Trypanosomen sind die Zellen höchstens 30 bis 40 µm lang. Die Einzeller haben einen für die Kinetoplastea typischen Kinetoplasten, eine ausgeprägte Ansammlung von Desoxyribonukleinsäure in einem Mitochondrium. Trypanosomen haben eine einzelne Geißel ohne Mastigonema. Die Geißel liegt der Zelloberfläche an und bildet mit dieser eine undulierende Membran. Viele Trypanosomen ändern während des Lebenszyklus ihre Gestalt, es variiert dabei vor allem die Position der Geißel relativ zum Zellkern und die Länge der Zelle selbst.
Man kann daher mehrere Formen unterscheiden:
- trypomastigote Formen, bei denen die Geißel am Zellhinterende hinter dem Kern austritt
- epimastigoten Formen, bei denen die Geißel in der Zellmitte vor dem Kern austritt
- amastigote Formen, bei denen keine freie Geißel sichtbar ist.

Promastigote Formen, bei denen die Geißel am vorderen Zellende austreten, kommen in der Gattung Trypanosoma nicht vor.

## Verbreitung und Wirtstiere
Trypanosomen kommen weltweit vor. Jede Art hat ein begrenztes Spektrum von Zwischenwirten, daher können sie nur in Gebieten existieren, in denen dieser Zwischenwirt vorkommt. Ein Beispiel ist der „Tsetse-Gürtel“ in Afrika bei Trypanosoma brucei; dieser Parasit ist nur im Verbreitungsgebiet der Tsetsefliegen anzutreffen. Beim Menschen Krankheiten auslösende Trypanosomen finden sich praktisch nur in Afrika südlich der Sahara und in Lateinamerika.
Es gibt Trypanosomen, die landlebende Säugetiere, Reptilien oder Vögel infizieren, aber auch Parasiten, die Amphibien oder im Süßwasser oder Meer lebende Fische befallen. Bei den Parasiten landlebender Tiere sind in der Regel Insekten für die Übertragung verantwortlich: Wichtige Überträger für die Krankheitserreger bei Menschen und Nutztieren sind Raubwanzen, Tsetsefliegen und Bremsen; verschiedene Nagetiere befallende Trypanosomen werden vermutlich durch Flöhe übertragen, während bei Vögeln Kriebelmücken und Lausfliegen die Vektoren sind. Bei Fischen und Amphibien übernehmen Egel diese Rolle.

## Lebenszyklus
Alle Trypanosomen leben parasitär und machen einen Wirtswechsel zwischen einem wirbellosen Vektor und einem Wirbeltierwirt durch. In dem wirbellosen Vektor findet oft, aber nicht in allen Fällen eine Vermehrung statt; einige Arten wie Trypanosoma evansi werden durch Insekten nur mechanisch ohne Vermehrung übertragen, Trypanosoma equiperdum ganz ohne Insektenwirt beim Deckakt von Pferd zu Pferd.
In der Regel sind die sich im Darmtrakt der Insekten entwickelnden Formen epimastigot, während sich im Wirbeltierwirt trypomastigote Formen ausbilden. Im Wirbeltier leben die Parasiten in Körperflüssigkeiten wie dem Blut, der Lymphe oder auch dem Liquor cerebrospinalis. Einige Arten, beispielsweise Trypanosoma cruzi, vermehren sich als amastigote Form im Inneren von Wirtszellen, um der Aktivität des Immunsystems des Wirbeltierwirtes zu entgehen. Andere Trypanosomen wie Trypanosoma brucei haben ausgefeilte Mechanismen der Antigen-Variabilität entwickelt, bei der die Variable Surface Glycoproteine der Zellhülle häufig ausgetauscht werden, um einer erworbenen Immunität des Wirtes auszuweichen.

## Eigenschaften

### Molekulare Eigenschaften
Trypanosomen wurden aufgrund ihrer medizinischen Bedeutung seit Jahrzehnten untersucht. Dabei wurden insbesondere bei der Genexpression einige Besonderheiten entdeckt, die für Eukaryoten ungewöhnlich sind. So werden viele Gene als polycistronisches Transkript transkribiert. Die Kontrolle der Genexpression erfolgt
in erster Linie Posttranskriptionell über mRNA-Stabilisierung und Degradierung. Das polycistronische Transkript wird durch Transspleißen zu einer monocistronischen mRNA, die zu entsprechenden Proteinen translatiert werden kann. Das Transspleißen wurde zuerst bei Trypanosomen beobachtet.
Inzwischen wurden für mehrere Trypanosomenarten die vollständige Sequenz des Genoms bestimmt.

### Materialeigenschaften
Die Einzeller bewegen sich nicht nur frei im Blutkreislauf des Wirtes, sondern können das Blut darüber hinaus verlassen und zwischen den Zellen (im Extrazellularraum) der Haut oder des Fettgewebes auftreten und sich dort fortbewegen. Trypanosomen sind sogar in der Lage, die Blut-Hirnschranke zu überwinden und sich in der Gehirnflüssigkeit zu vermehren. Die physischen Materialeigenschaften der Einzeller und die Mechanismen, die ihnen diese Art der Fortbewegung ermöglichen, werden zurzeit noch erforscht.

## Systematik

### Äußere Systematik
Die Trypanosomen sind eine von derzeit elf Gattungen innerhalb der Trypanosomatida. Bei den Trypanosomatida hat neben Trypanosoma. auch noch die Gattung Leishmania große medizinische Bedeutung. Manchmal umgangssprachlich Insekten-„Trypanosomen“ genannte Arten gehören nicht zur Gattung Trypanosoma, sondern werden in den Gattungen Blastocrithidia, Crithidia, Herpetomonas, Leptomonas oder Rhynchoidomonas eingeordnet; in Pflanzen parasitierende „Trypanosomen“ gehören zur Gattung Phytomonas.
Es ist wahrscheinlich, dass die Gattung Trypanosoma monophyletisch ist; allerdings ist dies aufgrund divergierender Resultate aus Sequenzvergleichen von ribosomalen Nucleinsäuren und verschiedenen Proteinfamilien nicht unumstritten.

### Innere Systematik
Mehrere hundert Arten wurden in der Gattung Trypanosoma beschrieben. Die Gattung wurde in zwei große Gruppen ohne taxonomischen Rang unterteilt: die Sterocoraria, die sich im hinteren Darm des Insekts vermehren und durch infektiösen Kot verbreitet werden, und die Salivaria, die vom Insekt durch einen Biss beim Blutsaugen übertragen werden. Diese Gruppen wurden aufgrund ihrer Form und ihres Lebenszyklus weiter in insgesamt sieben Untergattungen unterteilt.
Unter den derzeit anerkannten Arten haben die folgenden medizinische oder tiermedizinische Bedeutung:
- Gattung Trypanosoma
  - Sterocoraria
    - Untergattung Megatrypanum Hoare, 1964
      - Art Trypanosoma theileri Laveran, 1902

    - Untergattung Herpetosoma Doflein, 1901
      - Art Trypanosoma lewisi Laveran et Mesnil, 1901

    - Untergattung Schizotrypanum Chagas, 1909
      - Art Trypanosoma cruzi Chagas, 1909; Erreger der Chagas-Krankheit beim Menschen.
      - Art Trypanosoma rangeli Tejera, 1920

  - Salivaria
    - Untergattung Duttonella Chalmers, 1918
      - Art Trypanosoma vivax Ziemann, 1905; Erreger der Nagana bei verschiedenen Wiederkäuern.

    - Untergattung Nannomonas Hoare, 1964
      - Art Trypanosoma congolense Broden, 1904; Erreger der Nagana.
      - Art Trypanosoma simiae Bruce u. a., 1912
      - Art Trypanosoma godfreyi McNamara u. a., 1944

    - Untergattung Trypanozoon Lühe, 1906
      - Art Trypanosoma brucei Plimmer et Bradford, 1899; Unterarten sind Erreger der Schlafkrankheit beim Menschen und der Nagana.
      - Art Trypanosoma evansi Balbiani, 1888; Erreger der Surra bei Pferden und Kamelen.
      - Art Trypanosoma equiperdum Doflein, 1901; Erreger der Beschälseuche bei Pferden.

    - Untergattung Pycnomonas Hoare, 1964
      - Art Trypanosoma suis Ochmann, 1905

Sequenzanalysen bestätigten die Unterscheidung zwischen den vorwiegend amerikanischen Trypanosomen der Untergattung Schizotrypanum und den vorwiegend afrikanischen Trypanosomen der Salivaria-Gruppe, identifizierten aber darüber hinaus weitere Kladen, darunter eine Nagetiere infizierende Klade, eine Vögel infizierende Klade und eine aquatische Klade, die Fische und Amphibien befällt. Die derzeit gültige Taxonomie berücksichtigt diese Ergebnisse noch nicht; mehrere Untergattungen sind als paraphyletisch anzusehen.